# 광 (우부풍)
광(廣, ? ~ ?)은 전한 후기의 관료이다. ‘광’은 이름자로, 성씨는 알 수 없다.

## 행적
지절 2년(기원전 68년), 영천태수에서 우부풍으로 승진하였다.

## 출전
- 반고, 《한서》 권19하 백관공경표 下

| 전임 박 | 전한의 우부풍 기원전 68년 ~ 기원전 65년 | 후임 윤옹귀 |